# Delfin
Delfinii sunt mamifere cetacee marine înrudite cu balenele și marsuinii (Phocoena phocoena). Există în jur de 41 de specii existente de delfini în 17 genuri diferite. Delfinii variază ca dimensiune de la 1,7 m lungime și 50 kg (delfinii Maui), ajungând până la 9,5 m și 10 tone (orca sau balena ucigașă). Unele specii prezintă dimorfism sexual, unde masculii sunt mai mari decât femelele.
Delfinii sunt răspândiți în întreaga lume, în special în apele puțin adânci din zonele de coastă. Sunt animale carnivore, hrănindu-se cu pește și calmari. Delfinii cuprind familiile existente Delphinidae (delfinii oceanici), Platanistidae (delfinul râului indian), Iniidae(delfinul râului Amazon) și Pontoporiidae și cea probabil dispărută Lipotidae (delfinul chinezesc sau baiji). Delfinii pe lângă alte cetacee, fac parte din încrengătura Chordata. Cele mai apropiate rude ale cetaceelor sunt hipopotamii care s-au abătut cu 40 de milioane de ani în urmă.

## Originea numelui
Denumirea provine din greaca veche δελφίς (delphís - delfin), cuvânt înrudit cu δελφύς - delphys (buric). Prin urmare, numele acestui animal poate fi interpretat ca „pește cu buric”.

## Descriere

### Anatomie

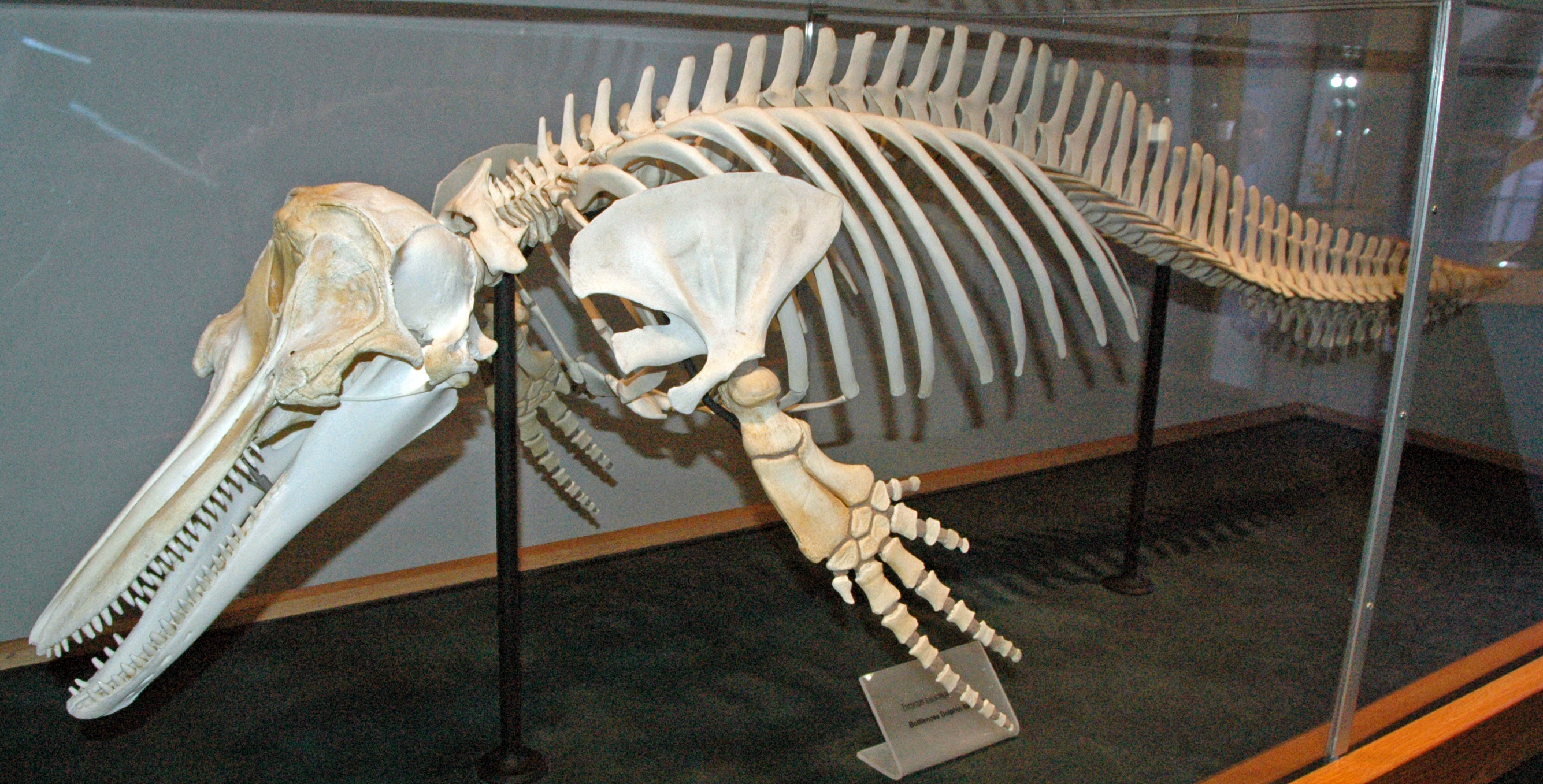
Scheletul delfinului comun cu bot gros

Delfinii au corpul fusiform, hidrodinamic, adaptat înotului rapid. Înotătoarea puternică îi ajută la propulsie în timp ce aripioarele pectorale și sistemul muscular al cozii asigură controlul direcției. Aripioara dorsală, în cazul speciilor care au o asemenea aripioară, contribuie la menținerea stabilității în timpul înotului.
Deși nu sunt la fel de flexibili ca focile, unii delfini pot să înoate cu o viteză de 55,5 Km/h. Delfinii își folosesc dinții conici pentru a captura prada rapidă. Ei au un auz foarte bine dezvoltat, adaptat atât pentru aer cât și în apă și este atât de bine dezvoltat încât unii dintre ei pot supraviețui chiar dacă sunt orbi. Unele specii sunt foarte bine adaptate pentru scufundări la adâncimi foarte mari. Aceștia au un strat de grăsime sub piele pentru a le ține cald în apa rece. Majoritatea speciilor preferă apele mai calde a zonelor tropicale, dar câteva, ca delfinul balenă preferă climatele reci.
Deși variază în funcție de specie, culorile delfinilor se încadrează într-un tipar de bază compus din tonuri de gri, de obicei cu partea dorsală de culoare mai închisă.
Creierul delfinilor este mare și foarte complex; și este diferit după structură de cele ale majorității mamiferelor terestre.
Delfinii se pot recupera rapid de la rănile suferite (cum ar fi mușcături de rechin) și doar în foarte rare cazuri pot căpăta o infecție.

### Fiziologie
Perioada de gestație la delfini variază de la o specie la alta; la specia Sotalia fluviatilis ea durează 11–12 luni, iar la orcă este de circa 17 luni. De obicei, femela naște un singur pui de 50—60 cm. Delfinii cresc încet și ajung la o durată de viață de 20—30 de ani.

### Somnul
În general delfinii dorm doar cu o emisferă a creierului odată, apoi cu cealaltă, astfel menținându-și cunoștința necesară pentru a respira și a veghea de posibili prădători sau alte primejdii.
În captivitate, s-a observat că delfinii pot intra în somn total, stare în care ambii ochi le sunt închiși și individul nu reacționează la stimuli externi. În acest caz respirația este automată și un reflex de bătaie din coadă menține individul cu orificiul nazal deasupra apei dacă este necesar. Delfinii anesteziați inițial prezintă reflexul de a da din coadă.

## Taxonomie

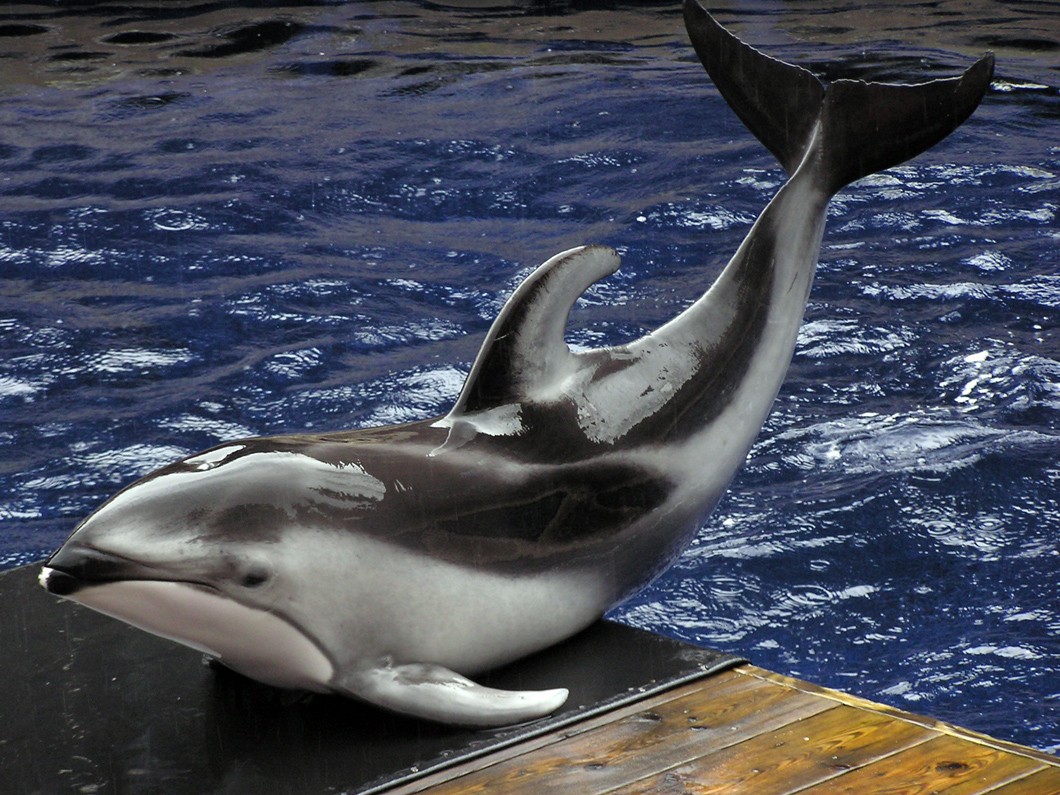
Delfin de Pacific cu flancurile albe (Lagenorhynchus obliquidens)

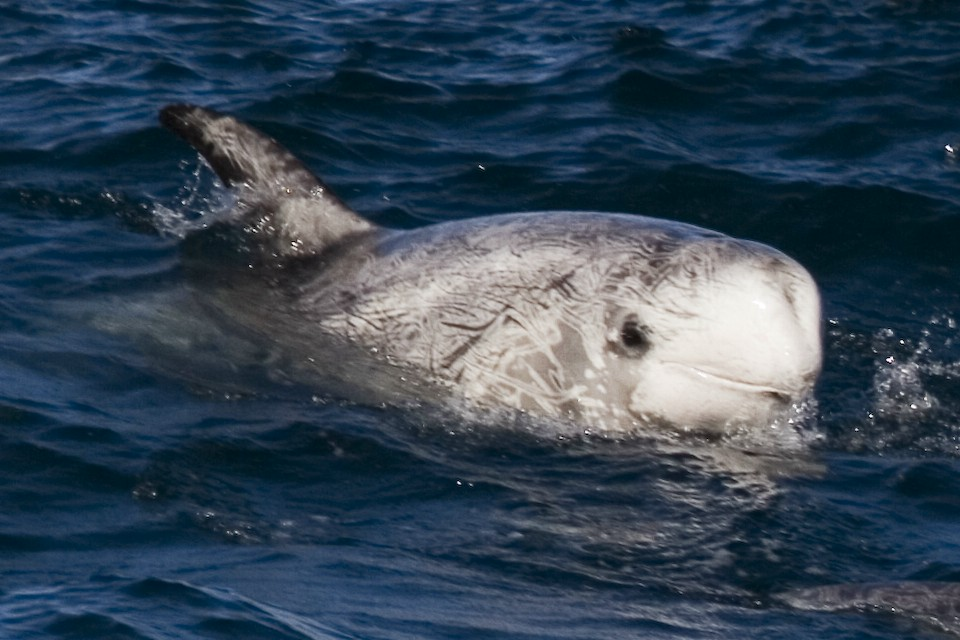
Delfinul lui Risso (Grampus griseus)

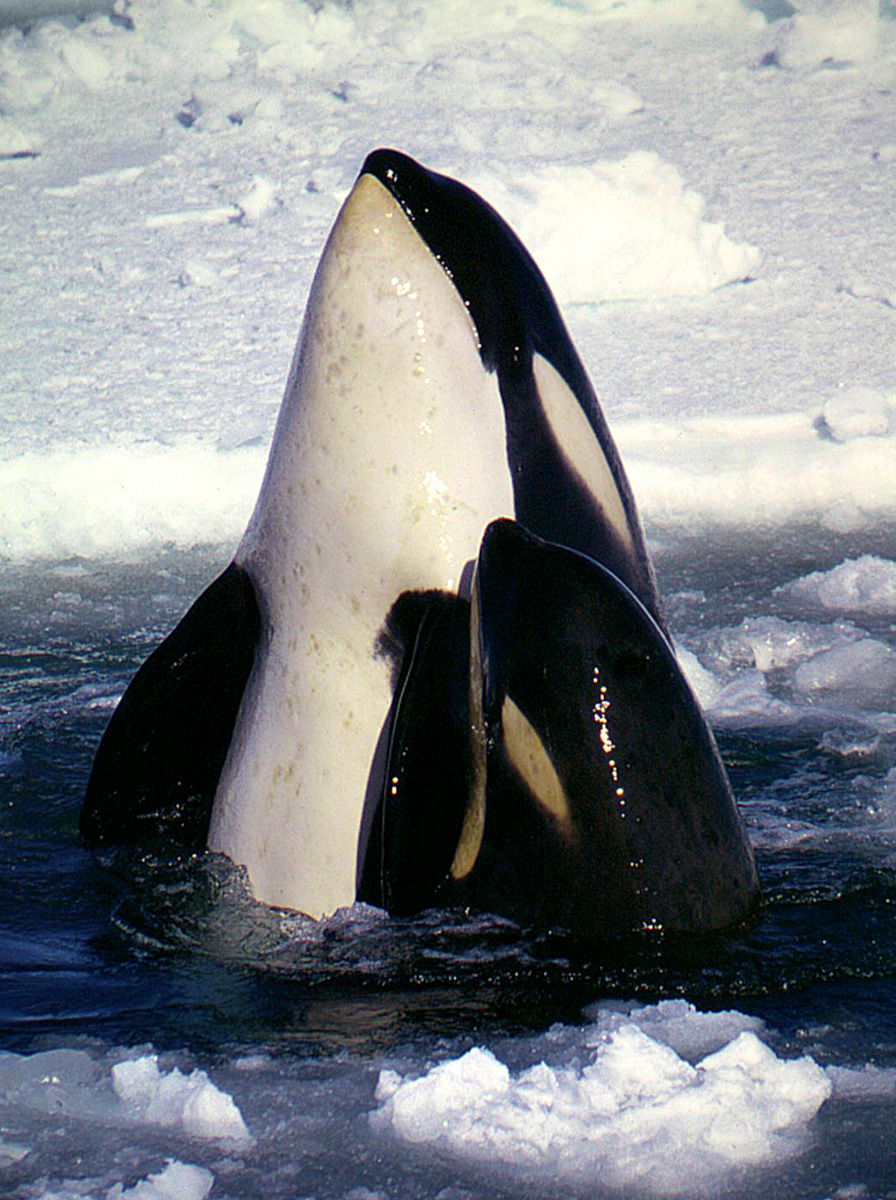
Orcă și puiul (Orcinus orca)

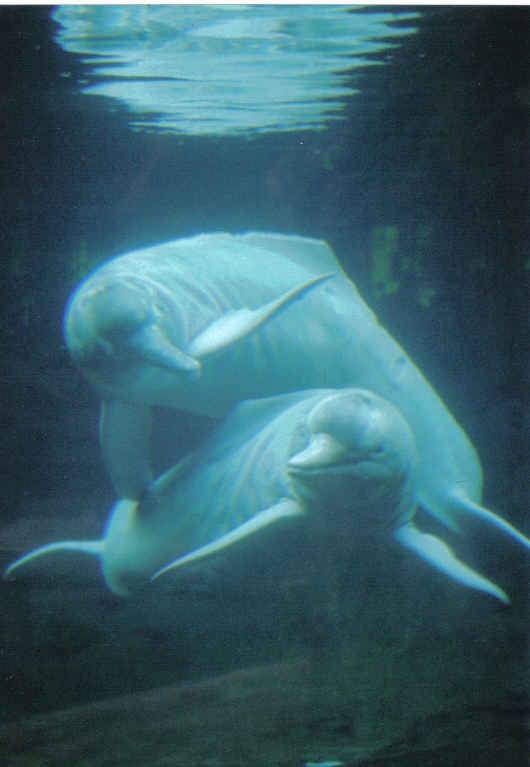
Delfini amazonieni (Inia geoffrensis)

Subordinul Odontoceti - „balene cu dinți”
- Familia Delphinidae, delfini oceanici

- - Genul Delphinus:
    - Delphinus capensis
    - Delphinus delphis

- - Genul Tursiops:
    - Tursiops truncatus
    - Tursiops aduncus

- - Genul Lagenorhyncus: 
    - Lagenorhynchus acutus
    - Lagenorhynchus obscurus
    - Lagenorhynchus cruciger
    - Lagenorhynchus obliquidens 
    - Lagenorhynchus australis
    - Lagenorhynchus albirostris

- - Genul Lissodelphis: 
    - Lissodelphis borealis
    - Lissiodelphis peronii

- - Genu Sotalia: 
    - Sotalia fluviatilis

- - Genul Sousa: 
    - Sousa chinensis
    - Sousa chinensis chinensis
    - Sousa teuszii

- - Genul Grampus: 
    - Grampus griseus

- - Genul Stenella: 
    - Stenella frontalis
    - Stenella clymene
    - Stenella attenuata
    - Stenella longirostris
    - Stenella coeruleoalba

- - Genul Steno: 
    - Steno bredanensis

- - Genul Orcinus: 
    - Orcinus orca

- - Genul Cephalorynchus: 
    - Cephalorhynchus eutropia
    - Cephalorhynchus commersonii
    - Cephalorhynchus heavisidii
    - Cephalorhynchus hectori

- - Genul Lagenodelphis: 
    - Lagenodelphis hosei

- - Genul Orcaella: 
    - Orcaella heinsohni
    - Orcaella brevirostris

- - Genul Peponocephala: 
    - Peponocephala electra

- - Genul Feresa: 
    - Feresa attenuata

- - Genul Inia: 
    - Boto (delfinul amazonian), Inia geoffrensis

- - Genul Pseudorca: 
    - Pseudorca crassidens

- - Genul Globicephala: 
    - Globicephala melas
    - Globicephala macrorhynchus

- Familia Platanistoidea - delfini de fluviu

- - Genul Lipotes: 
    - Lipotes vexillifer (specie probabil dispărută)

- - Genul Platanista: 
    - Platanista gangetica
    - Platanista minor

- - Genul Pontoporia
    - Pontoporia blainvillei

Șase specii din familia Delphinidae sunt numite „balene”, deși, strict vorbind, sunt delfini. Acestea sunt:
- Peponocephala electra
- Orcinus orca
- Feresa attenuata
- Pseudorca crassidens
- Globicephala melas
- Globicephala macrorhynchus

## Evoluție
Delfinii, împreună cu balenele și marsuinii, sunt descendenții unor mamifere terestre, cel mai probabil din Ordinul Artiodactyl. Strămoșii delfinilor moderni s-au adaptat la viață acvatică, cu aproximație, acum 50 de milioane de ani, în Eocen.
Scheletele delfinilor actuali prezintă în zona pelviană oase de dimesiuni mici, despre care se crede că sunt vestigii ale membrelor inferioare. În octombrie 2006 a fost capturat în apele Japoniei un delfin neobișnuit - acesta prezenta mici aripioare de o parte și de cealaltă a zonei genitale, ceea ce i-a determinat pe cercetători să considere că acestea reprezintă o dezvoltare mai proeminentă a oaselor vestigiale ale membrelor inferioare.

## Specii de delfin din fauna României

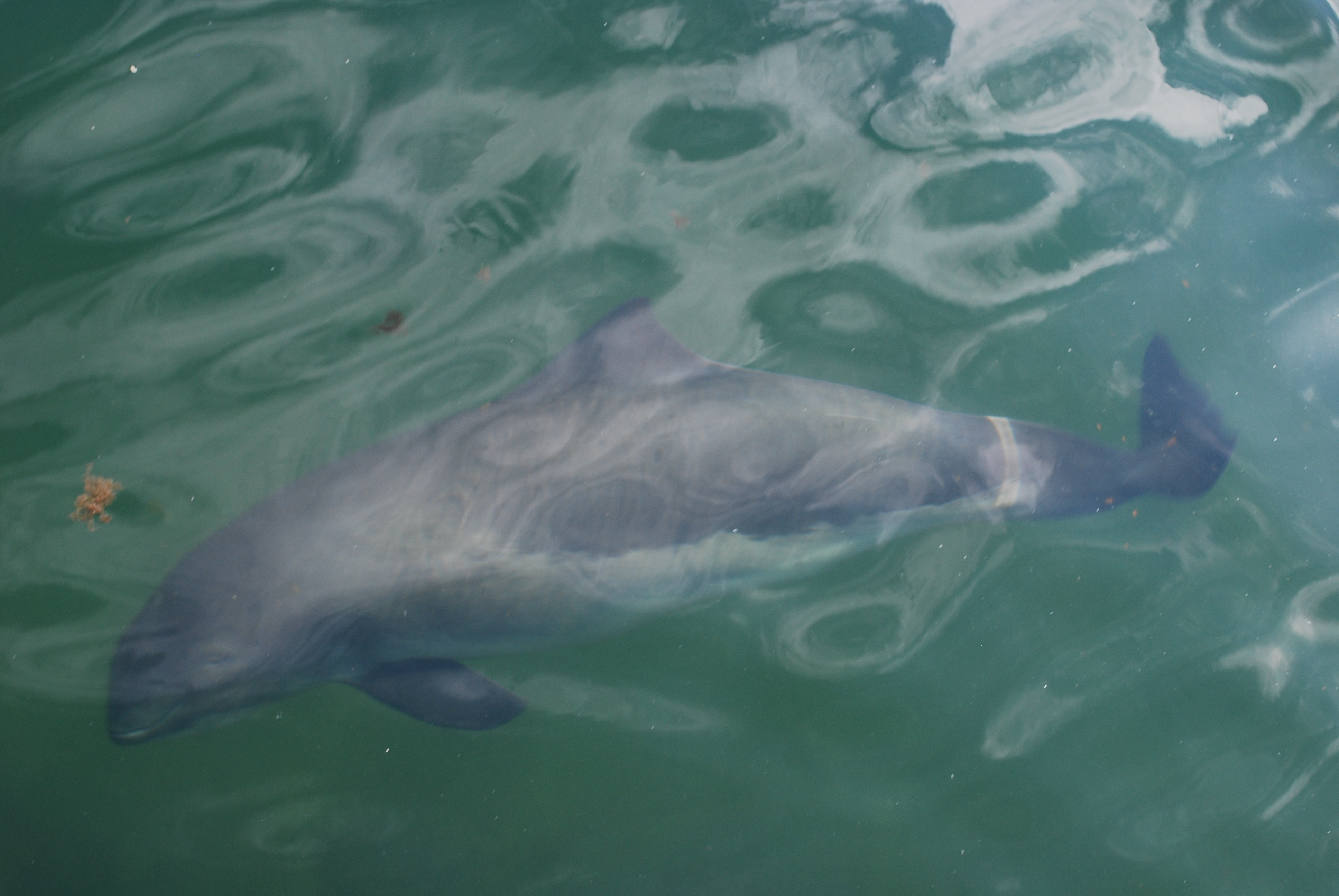
Marsuin

Singurele trei specii de delfin care pătrund în Marea Neagră sunt Phocoena phocoena (marsuinul, focena sau porcul de mare), Tursiops truncatus (afalinul sau delfinul mare sau delfinul cu bot gros) și Delphinus delphis (delfinul comun). În zona litoralului românesc, cel mai frecvent au fost întâlniți în zona Gura Portiței, pe adâncimi cuprinse între 35-45 m și în zona Lacului Techirghiol pe adâncimi cuprinse între 30-40 m. Primăvara se apropie foarte mult de țărm, intrând uneori după hrană în incinta portului Midia.
Până la ora actuală, au fost monitorizate în apele românești aproximativ 2300 de exemplare de delfini din toate cele trei specii existente în Marea Neagră. Astfel, au fost observate în decursul expedițiilor știintifice 500-700 exemplare de afalin (Turpsiops truncatus ponticus), 700-1000 exemplare de marsuin (Phocoena phocoena relicta) și 400-600 exemplare delfin comun (Delphinus delphis ponticus).
Anual, în jur de o sută de delfini eșuează pe litoralul românesc, majoritatea acestora deoarece sunt prinși în năvoadele braconierilor.

### Delphinus delphis
Delphinus delphis are spatele sur-negricios cu reflexe verzui, laturi cenușii, abdomen albicios. Botul este potrivit de alungit, mandibula depășește maxila, iar fruntea este puțin turtită în partea anterioară. Se hrănește cu crustacei și cefalopode. Urmărește bancuri de pești de tipul : sardine, hamsii și pești zburători. Are o lungime cuprinsă între 1,5-1,8 m și o greutate de până la 55 kg (în cazuri excepționale poate ajunge la 100 kg). Durata maximă de viață a indivizilor acestei specii este de 22 de ani (masculi) și 20 de ani (femele). Trăiește de-a lungul coastei, la adâncime mică.

### Tursiops truncatus
Delfinul cu bot gros (Tursiops truncatus) are botul evident turtit, iar fălcile de aproximativ aceeași lungime. Spatele și laturile corpului sunt negre, abdomenul având și o zonă mai deschisă, cenușiu alburie sau albă. Deasupra ochilor are o pată rotundă, cenușie. Are o lungime cuprinsă între 1,9 m și 2,5 m. Greutatea exemplarelor mature nu depășește 150–200 kg (în cazuri excepționale, delfinul cântărește 400 kg). Are o viteză de deplasare de 28–33 km/oră și poate coborî la adâncimi de până la 90–100 m. Pot rămâne în imersiune 15 minute, timp în care își reduc până la jumătate viteza ritmului cardiac. Se orientează prin ecolocație.